# Die Toten Hosen/Diskografie
Diese Diskografie ist eine Übersicht über die musikalischen Werke der deutschen Punk- und Rockband Die Toten Hosen sowie ihrer Pseudonyme wie Die Roten Rosen und Tangobrüder. Den Quellenangaben zufolge verkaufte sie mehr als 18 Millionen Tonträger. Die Band verkaufte laut Schallplattenauszeichnungen alleine in ihrer Heimat über 14,5 Millionen Tonträger und zählt damit zu den Interpreten mit den meisten verkauften Tonträgern des Landes. Ihre erfolgreichste Veröffentlichung ist die erste Kompilation Reich & sexy mit über 1,1 Millionen verkauften Einheiten. Das Album avancierte alleine in Deutschland, genauso wie das neunte Studioalbum Opium fürs Volk, zum Millionenseller. Damit zählen beide Tonträger zu den meistverkauften Musikalben des Landes der 1990er-Jahre. Darüber hinaus zählt das Videoalbum Nur zu Besuch: Unplugged im Wiener Burgtheater mit über 100.000 verkauften Einheiten zu den meistverkauften Videoalben in Deutschland.
Die Band veröffentlichte bis September 2023 15 Studioalben und acht Livealben. Daneben kamen neun Kompilationen auf den Markt, von denen drei für das Ausland produziert wurden, wobei Love, Peace & Money und Crash-Landing zwar eine Sammlung von Titeln der Band darstellen, diese jedoch mit neuen englischsprachigen Texten versehen wurden. Neben den angeführten Alben wurden auch mehr als 70 Singles und zwei EPs herausgegeben. Die Bandmitglieder traten zudem in verschiedenen Alben befreundeter Künstler und in zahlreichen Samplern in Erscheinung und wirkten in Rundfunk-, Fernseh- und Filmproduktionen als Gastmusiker oder Statisten mit. Es erschienen zudem acht Liederbücher, die Noten und Texte enthalten. Die Band veröffentlichte bis Dezember 2017 insgesamt 365 eigene Kompositionen und mehr als 168 Coverversionen.
Zum 30-jährigen Bandjubiläum wurde das Studioalbum Ballast der Republik im Mai 2012 veröffentlicht. Dieses avancierte auf Anhieb zum Nummer-eins-Album in Deutschland, Österreich und der Schweiz. Im Mai 2017 landete die Band mit Laune der Natur ihr zehntes Nummer-eins-Album in Deutschland, inzwischen sind es zwölf, womit die Band zu den erfolgreichsten Musikern zählt. Das erste Chartalbum erzielten Die Toten Hosen im Jahr 1987 unter dem Pseudonym Die Roten Rosen mit dem Album Never Mind The Hosen – Here’s Die Roten Rosen. Im Jahr 1990 kam Auf dem Kreuzzug ins Glück als erstes Studioalben auf den ersten Platz der deutschen Albumcharts. Mit Auswärtsspiel erreichte die Band im Jahr 2002 auch erstmals in Österreich die Chartspitze. Die kommerziell erfolgreichste Single war bis ins Jahr 2012 Zehn kleine Jägermeister (1996) mit Nummer-eins-Platzierungen in Deutschland, Österreich und der Schweiz. Die Single wurde in Deutschland für mehr als 500.000 Verkäufe mit Platin ausgezeichnet. Das Lied Tage wie diese erreichte im Jahr 2012 Platz eins der deutschen Singlecharts und wurde für mehr als 990.000 verkaufte Tonträger in den D-A-CH-Staaten ausgezeichnet.
Die Toten Hosen spielen seit ihrer Gründung im Jahr 1982 in nahezu derselben Besetzung: Gesang Campino, Gitarren Andreas von Holst und Michael Breitkopf und am Bass Andreas Meurer. Einen Schlagzeugerwechsel gab es 1986, als Gründungsmitglied Trini Trimpop von Wolfgang Rohde abgelöst wurde. Rohde spielte bis 1999 in der Band. Er wechselte sich auf dem Album Unsterblich bereits mit Vom Ritchie ab und ist nur noch in vier Titeln vertreten. Danach übernahm Vom Ritchie den Posten als Schlagzeuger der Gruppe. Produzent aller Alben von 1982 bis 2005 war Jon Caffery; einzige Ausnahme war das Album Never Mind The Hosen – Here’s Die Roten Rosen, das Die Toten Hosen selbst produziert haben. Beginnend mit dem Album In aller Stille im Jahr 2008 produziert Vincent Sorg die Musik der Band.
Die Toten Hosen hatten die ersten beiden Singles und das Debütalbum Opel-Gang für ihr eigenes Label Totenkopf produziert. Für das Independentlabel zeichneten Jochen Hülder und Trini Trimpop verantwortlich. Hülder war bis zu seinem Tod im Jahr 2015 Manager der Gruppe. Ab 1983 war die Band bei EMI unter Vertrag, die das Video zu Eisgekühlter Bommerlunder und eine Konzertreise der Musikgruppe finanziert hat. Die Band wechselte jedoch bereits im Jahr 1984 mit dem Album Unter falscher Flagge zu Virgin Records, denen sie bis 1995 verbunden war. Seit Auslauf des Vertrages mit Virgin Records und dem Album Opium fürs Volk veröffentlichen die Band ihre Produktionen unter dem bandeigenen Label JKP.

## Allgemeine Hinweise zur Interpretation
Diese Diskografie orientiert sich größtenteils an den Angaben der eigenen Internetpräsenz und führt auch die Veröffentlichungsnummern der Tonträger auf, wenn diese vorhanden bzw. bekannt sind. Bis ins Jahr 1994 wurden diesen Nummern die Buchstaben „TOT“ vorangestellt. Die Abkürzung steht für das Unternehmen T.O.T. Musik GmbH, in dessen Namen die Band für das Musiklabel Virgin Records produzierte. Die späteren Produktionen tragen das Vorzeichen „JKP“, dem bandeigenen Label JKP GmbH & Co. KG.
Alle Veröffentlichungen unter dem Pseudonym Die Roten Rosen sind mit DRR gekennzeichnet.

## Alben

### Studioalben
| Jahr | Titel Musiklabel Katalog-Nr. (Vertrieb)                                          | Höchstplatzierung, Gesamtwochen, AuszeichnungChartplatzierungen (Jahr, Titel, Musiklabel Katalog-Nr. [Vertrieb], Platzierungen, Wochen, Auszeichnungen, Anmerkungen, Zusatzinformationen) | Höchstplatzierung, Gesamtwochen, AuszeichnungChartplatzierungen (Jahr, Titel, Musiklabel Katalog-Nr. [Vertrieb], Platzierungen, Wochen, Auszeichnungen, Anmerkungen, Zusatzinformationen) | Höchstplatzierung, Gesamtwochen, AuszeichnungChartplatzierungen (Jahr, Titel, Musiklabel Katalog-Nr. [Vertrieb], Platzierungen, Wochen, Auszeichnungen, Anmerkungen, Zusatzinformationen) | Anmerkungen                                                 | Zusatzinformationen |
| Jahr | Titel Musiklabel Katalog-Nr. (Vertrieb)                                          | DE | AT | CH | Anmerkungen                                                 | Zusatzinformationen |
| ---- | -------------------------------------------------------------------------------- | --- | --- | --- | ----------------------------------------------------------- | --- |
| 1983 | Opel-Gang Totenkopf TOT 668 (TOT)                                                | DE3 a Gold · (1 Wo.)DE | — | CH28 a (1 Wo.)CH | Erstveröffentlichung: 1983 Verkäufe: + 250.000              | |
| 1984 | Unter falscher Flagge Virgin Records TOT 21 (Ariola)                             | DE2 b Gold · (1 Wo.)DE | AT67 b (1 Wo.)AT | CH20 b (1 Wo.)CH | Erstveröffentlichung: 19. November 1984 Verkäufe: + 250.000 | Erschien mit 3 verschiedenen Coverbildern, nachdem EMI gegen die Erstauflage Klage eingereicht hatte.                  |
| 1986 | Damenwahl Virgin Records TOT 22 (Ariola)                                         | DE2 c Gold · (2 Wo.)DE | — | CH20 c (1 Wo.)CH | Erstveröffentlichung: 25. August 1986 Verkäufe: + 250.000   | Erstes Album mit Wolfgang Rohde am Schlagzeug.                                                                         |
| 1987 | Never Mind The Hosen – Here’s Die Roten Rosen DRR Virgin Records ROT 69 (Ariola) | DE21 Gold · (14 Wo.)DE | — | — | Erstveröffentlichung: 13. Juli 1987 Verkäufe: + 250.000     | Coveralbum mit deutschen Schlagern                                                                                     |
| 1988 | Ein kleines bißchen Horrorschau Virgin Records TOT 66 (Ariola)                   | DE3 d ×3Dreifachgold · (54 Wo.)DE | AT22 (3 Wo.)AT | CH7 (26 Wo.)CH | Erstveröffentlichung: 31. Oktober 1988 Verkäufe: + 750.000  | Konzeptalbum, angelehnt an A Clockwork Orange.                                                                         |
| 1990 | Auf dem Kreuzzug ins Glück Virgin Records TOT 11 (Ariola)                        | DE1 Platin · (31 Wo.)DE | AT16 (12 Wo.)AT | CH6 (13 Wo.)CH | Erstveröffentlichung: 21. Mai 1990 Verkäufe: + 500.000      | Zusammenarbeit mit Gerhard Polt, der Biermösl Blosn und Musikern von The Boys.                                         |
| 1991 | Learning English Lesson One Virgin Records TOT 31 (BMG Ariola)                   | DE3 e Gold · (22 Wo.)DE | AT38 (2 Wo.)AT | CH23 (5 Wo.)CH | Erstveröffentlichung: 4. November 1991 Verkäufe: + 250.000  | Coveralbum mit Titeln aus der Hochzeit des Punk.                                                                       |
| 1993 | Kauf mich! Virgin Records TOT 41 (EMI)                                           | DE1 ×3Dreifachgold · (64 Wo.)DE | AT9 Gold · (16 Wo.)AT | CH5 Gold · (22 Wo.)CH | Erstveröffentlichung: 10. Mai 1993 Verkäufe: + 800.000      | Erstes Album der Band, das zunächst ausschließlich als CD veröffentlicht wurde.                                        |
| 1996 | Opium fürs Volk JKP 03 (EastWest)                                                | DE1 ×2Doppelplatin · (55 Wo.)DE | AT3 Gold · (20 Wo.)AT | CH2 Gold · (17 Wo.)CH | Erstveröffentlichung: 29. Januar 1996 Verkäufe: + 1.050.000 | |
| 1999 | Unsterblich JKP 35 (WMG)                                                         | DE1 ×2Doppelplatin · (31 Wo.)DE | AT6 Gold · (15 Wo.)AT | CH9 Gold · (26 Wo.)CH | Erstveröffentlichung: 6. Dezember 1999 Verkäufe: + 650.000  | Vom Ritchie wechselt sich mit Wolfgang Rohde am Schlagzeug ab. Rohde ist noch in vier Stücken zu hören.                |
| 2002 | Auswärtsspiel JKP 49 (WMG)                                                       | DE1 ×3Dreifachgold · (44 Wo.)DE | AT1 Gold · (32 Wo.)AT | CH3 Gold · (14 Wo.)CH | Erstveröffentlichung: 21. Januar 2002 Verkäufe: + 490.000   | Das Coverfoto von Donata Wenders zeigt die Band auf dem Steg zum Meerwasserfreibad Balneario Universitario in Havanna. |
| 2004 | Zurück zum Glück JKP 65 (Sony)                                                   | DE1 ×3Dreifachgold · (38 Wo.)DE | AT2 (9 Wo.)AT | CH3 (12 Wo.)CH | Erstveröffentlichung: 11. Oktober 2004 Verkäufe: + 300.000  | Erstes Album der Band, das ein digitales Begleitheft enthält.                                                          |
| 2008 | In aller Stille JKP 87 (WMG)                                                     | DE1 ×3Dreifachgold · (44 Wo.)DE | AT2 Gold · (12 Wo.)AT | CH3 Gold · (11 Wo.)CH | Erstveröffentlichung: 14. November 2008 Verkäufe: + 325.000 | 1. Zusammenarbeit mit dem Produzenten Vincent Sorg.                                                                    |
| 2012 | Ballast der Republik JKP 118 (WMG)                                               | DE1 ×9Neunfachgold · (91 Wo.)DE | AT1 Platin · (61 Wo.)AT | CH1 Platin · (89 Wo.)CH | Erstveröffentlichung: 4. Mai 2012 Verkäufe: + 950.000       | Echo Pop 2013 als Album des Jahres.                                                                                    |
| 2017 | Laune der Natur JKP 134 (WMG)                                                    | DE1 ×2Doppelplatin · (75 Wo.)DE | AT1 Gold · (39 Wo.)AT | CH1 Gold · (58 Wo.)CH | Erstveröffentlichung: 5. Mai 2017 Verkäufe: + 417.500       | |

CD-Front zu Opel-Gang
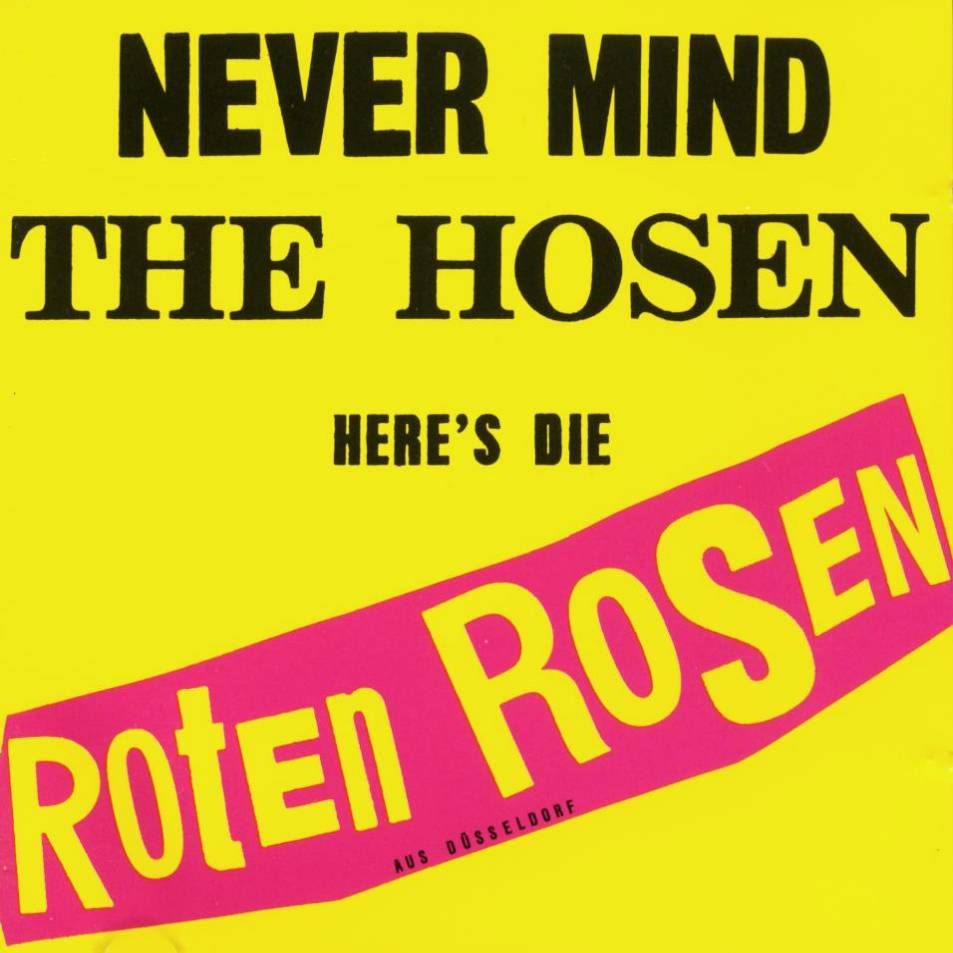
Frontcover zu Never Mind The Hosen
Frontcover zu Kauf mich

### Livealben
| Jahr | Titel Musiklabel Katalog-Nr. (Vertrieb)                     | Höchstplatzierung, Gesamtwochen/‑monate, AuszeichnungChartplatzierungen (Jahr, Titel, Musiklabel Katalog-Nr. [Vertrieb], Platzierungen, Wochen/Monate, Auszeichnungen, Anmerkungen, Zusatzinformationen) | Höchstplatzierung, Gesamtwochen/‑monate, AuszeichnungChartplatzierungen (Jahr, Titel, Musiklabel Katalog-Nr. [Vertrieb], Platzierungen, Wochen/Monate, Auszeichnungen, Anmerkungen, Zusatzinformationen) | Höchstplatzierung, Gesamtwochen/‑monate, AuszeichnungChartplatzierungen (Jahr, Titel, Musiklabel Katalog-Nr. [Vertrieb], Platzierungen, Wochen/Monate, Auszeichnungen, Anmerkungen, Zusatzinformationen) | Anmerkungen                                                                                        | Zusatzinformationen                                                                  |
| Jahr | Titel Musiklabel Katalog-Nr. (Vertrieb)                     | DE | AT | CH | Anmerkungen                                                                                        | Zusatzinformationen                                                                  |
| ---- | ----------------------------------------------------------- | --- | --- | --- | -------------------------------------------------------------------------------------------------- | ------------------------------------------------------------------------------------ |
| 1987 | Bis zum bitteren Ende Virgin Records TOT 222 (BMG Ariola)   | DE2 Platin · (21 Wo.)DE | AT17 (1 Mt.)AT | CH42 e (1 Wo.)CH | Erstveröffentlichung: 30. November 1987 Verkäufe: + 500.000                                        | Aufgenommen auf der Tour Ein bunter Abend für eine schwarze Republik.                |
| 1996 | Im Auftrag des Herrn JKP 10-11 (EastWest)                   | DE2 ×3Dreifachgold · (36 Wo.)DE | AT3 Gold · (16 Wo.)AT | CH2 Gold · (21 Wo.)CH | Erstveröffentlichung: 25. Oktober 1996 Verkäufe: + 800.000                                         | Aufgenommen während der Tour Ewig währt am längsten.                                 |
| 2005 | Nur zu Besuch: Unplugged im Wiener Burgtheater JKP 77 (WMG) | DE5 ×2Doppelplatin · (32 Wo.)DE | AT6 Platin · (21 Wo.)AT | CH7 Gold · (24 Wo.)CH | Erstveröffentlichung: 18. November 2005 Verkäufe: + 450.000                                        | Teil der MTV-Unplugged-Reihe; 1 Live Krone als bestes Album 2006.                    |
| 2009 | Machmalauter – Live in Berlin JKP 102-103 (WMG)             | DE3 Platin · (23 Wo.)DE | AT19 (8 Wo.)AT | CH33 (6 Wo.)CH | Erstveröffentlichung: 27. November 2009 Verkäufe: + 200.000                                        | Aufgenommen während der Tour Machmalauter.                                           |
| 2013 | Der Krach der Republik JKP 123 (WMG)                        | DE1 Platin · (39 Wo.)DE | AT8 (8 Wo.)AT | CH7 (15 Wo.)CH | Erstveröffentlichung: 22. November 2013 Verkäufe: + 200.000                                        | Aufgenommen während der Tour Der Krach der Republik.                                 |
| 2015 | Entartete Musik – Willkommen in Deutschland JKP 127 (WMG)   | DE2 (10 Wo.)DE | AT7 (4 Wo.)AT | CH7 (5 Wo.)CH | Erstveröffentlichung: 30. Oktober 2015 mit Robert Schumann Hochschule Düsseldorf Sinfonieorchester | Gedenkkonzert in der Tonhalle Düsseldorf zwischen dem 19. bis 21. Oktober 2013.      |
| 2019 | Zuhause Live: Das Laune der Natour-Finale JKP 140 (WMG)     | DE3 (19 Wo.)DE | AT3 (5 Wo.)AT | CH5 (6 Wo.)CH | Erstveröffentlichung: 29. März 2019                                                                |                                                                                      |
| 2019 | Alles ohne Strom JKP 145 (WMG)                              | DE1 (38 Wo.)DE | AT1 (10 Wo.)AT | CH1 (25 Wo.)CH | Erstveröffentlichung: 25. Oktober 2019                                                             | Aufnahmen der Akustikkonzerte in der Düsseldorfer Tonhalle am 13. und 14. Juli 2019. |
| 2024 | Fiesta y ruido JKP 5245023192 (WMG)                         | DE2 (2 Wo.)DE | AT9 (1 Wo.)AT | CH6 (1 Wo.)CH | Erstveröffentlichung: 21. Juni 2024                                                                | Aufgenommen in Argentinien.                                                          |

### Kompilationen
| Jahr | Titel Musiklabel Katalog-Nr. (Vertrieb)                  | Höchstplatzierung, Gesamtwochen, AuszeichnungChartplatzierungen (Jahr, Titel, Musiklabel Katalog-Nr. [Vertrieb], Platzierungen, Wochen, Auszeichnungen, Anmerkungen, Zusatzinformationen) | Höchstplatzierung, Gesamtwochen, AuszeichnungChartplatzierungen (Jahr, Titel, Musiklabel Katalog-Nr. [Vertrieb], Platzierungen, Wochen, Auszeichnungen, Anmerkungen, Zusatzinformationen) | Höchstplatzierung, Gesamtwochen, AuszeichnungChartplatzierungen (Jahr, Titel, Musiklabel Katalog-Nr. [Vertrieb], Platzierungen, Wochen, Auszeichnungen, Anmerkungen, Zusatzinformationen) | Anmerkungen                                                  | Zusatzinformationen |
| Jahr | Titel Musiklabel Katalog-Nr. (Vertrieb)                  | DE | AT | CH | Anmerkungen                                                  | Zusatzinformationen |
| ---- | -------------------------------------------------------- | --- | --- | --- | ------------------------------------------------------------ | --- |
| 1993 | Reich & sexy Virgin Records TOT 51 (EMI)                 | DE8 ×2Doppelplatin · (73 Wo.)DE | AT12 Platin · (17 Wo.)AT | CH5 Platin · (31 Wo.)CH | Erstveröffentlichung: 2. November 1993 Verkäufe: + 1.100.000 | Das Coverfoto, aufgenommen von GABO, zeigt die Band unbekleidet, umgeben von 13 nackten Frauen.                                                                        |
| 1994 | Love, Peace & Money Virgin Records TOT 61 (EMI)          | DE25 (10 Wo.)DE | — | — | Erstveröffentlichung: 9. Mai 1994                            | Gepresst in Japan; das von GABO geschossene Coverfoto zeigt die Band unbekleidet, umgeben von 13 nackten Geishas. Toten-Hosen-Lieder in englischer Sprache umgesetzt.  |
| 1999 | Crash-Landing JKP 26-28 (EastWest)                       | — | — | — | Erstveröffentlichung: 23. August 1999                        | Gepresst in Australien; Toten-Hosen-Lieder in englischer Sprache umgesetzt.                                                                                            |
| 2002 | Reich & sexy II JKP 56-57 (WMG)                          | DE2 ×2Doppelplatin · (21 Wo.)DE | AT8 Gold · (17 Wo.)AT | CH9 Gold · (13 Wo.)CH | Erstveröffentlichung: 11. November 2002 Verkäufe: + 640.000  | Das Coverfoto von Nina Pohl und Andreas Gursky zeigt die Bandmitglieder unbekleidet, umgeben von 90 nackten Frauen.                                                    |
| 2007 | Vom Rest das Beste JKP – (WMG)                           | — | — | — | Erstveröffentlichung: 24. Mai 2007                           | |
| 2009 | La hermandad – En el principio fue el ruido JKP 93 (WMG) | — | — | — | Erstveröffentlichung: 3. April 2009                          | Zusammenstellung von Liedern aus den Alben In aller Stille, Zurück zum Glück und der Single Friss oder stirb für Argentinien; auch im deutschen Sprachraum erhältlich. |
| 2011 | All die ganzen Jahre: Ihre besten Lieder JKP 115 (WMG)   | DE12 ×3Dreifachgold · (62 Wo.)DE | AT22 Gold · (30 Wo.)AT | CH2 Gold · (63 Wo.)CH | Erstveröffentlichung: 11. November 2011 Verkäufe: + 325.000  | Vinylausgabe auf 2.000 Exemplare limitiert. |
| 2020 | Learning English Lesson 3: Mersey Beat! JKP 151 (WMG)    | DE2 (2 Wo.)DE | AT7 (1 Wo.)AT | CH3 (1 Wo.)CH | Erstveröffentlichung: 13. November 2020                      | Coveralbum mit Titeln des Mersey Sound der frühen 1960er-Jahre. |
| 2022 | Alles aus Liebe: 40 Jahre Die Toten Hosen JKP 158 (WMG)  | DE1 (17 Wo.)DE | AT4 (9 Wo.)AT | CH1 (15 Wo.)CH | Erstveröffentlichung: 27. Mai 2022                           | |

### EPs
| Jahr | Titel Musiklabel Katalog-Nr. (Vertrieb)                        | Anmerkungen                                                            |
| ---- | -------------------------------------------------------------- | ---------------------------------------------------------------------- |
| 1985 | The Battle of the Bands Virgin Records TOT 55 (Ariola)         | Erstveröffentlichung: 15. Juli 1985 Soundtrack zu Der Formel Eins Film |
| 1994 | Put Your Money Where Your Mouth Is Virgin Records TOT 61 (EMI) | Erstveröffentlichung: 1994                                             |

### Weihnachtsalben
| Jahr | Titel Musiklabel Katalog-Nr. (Vertrieb)                                                   | Höchstplatzierung, Gesamtwochen, AuszeichnungChartplatzierungen (Jahr, Titel, Musiklabel Katalog-Nr. [Vertrieb], Platzierungen, Wochen, Auszeichnungen, Anmerkungen) | Höchstplatzierung, Gesamtwochen, AuszeichnungChartplatzierungen (Jahr, Titel, Musiklabel Katalog-Nr. [Vertrieb], Platzierungen, Wochen, Auszeichnungen, Anmerkungen) | Höchstplatzierung, Gesamtwochen, AuszeichnungChartplatzierungen (Jahr, Titel, Musiklabel Katalog-Nr. [Vertrieb], Platzierungen, Wochen, Auszeichnungen, Anmerkungen) | Anmerkungen |
| Jahr | Titel Musiklabel Katalog-Nr. (Vertrieb)                                                   | DE | AT | CH | Anmerkungen |
| ---- | ----------------------------------------------------------------------------------------- | --- | --- | --- | --- |
| 1999 | Wir warten auf’s Christkind DRR auch bekannt als: Waiting for Santa Claus JKP 19/22 (WMG) | DE4 Platin · (15 Wo.)DE | AT2 Gold · (9 Wo.)AT | CH25 (7 Wo.)CH | Erstveröffentlichung: 6. September 1999 (DE-Version) Erstveröffentlichung: 30. November 1999 (EN-Version) Verkäufe: + 525.000 |

## Singles

### Als Leadmusiker
| Jahr | Titel Album • Katalog-Nr.                                                                                   | Höchstplatzierung, Gesamtwochen, AuszeichnungChartplatzierungen (Jahr, Titel, Album • Katalog-Nr., Platzierungen, Wochen, Auszeichnungen, Anmerkungen) | Höchstplatzierung, Gesamtwochen, AuszeichnungChartplatzierungen (Jahr, Titel, Album • Katalog-Nr., Platzierungen, Wochen, Auszeichnungen, Anmerkungen) | Höchstplatzierung, Gesamtwochen, AuszeichnungChartplatzierungen (Jahr, Titel, Album • Katalog-Nr., Platzierungen, Wochen, Auszeichnungen, Anmerkungen) | Anmerkungen |
| Jahr | Titel Album • Katalog-Nr.                                                                                   | DE | AT | CH | Anmerkungen |
| --- | --- | --- | --- | --- | --- |
| 1982 | Reisefieber Opel-Gang • TOT 1                                                                               | — | — | — | Erstveröffentlichung: 1982 |
| 1982 | Wir sind bereit Opel-Gang (Jubiläumsedition) • TOT 2                                                        | — | — | — | Erstveröffentlichung: 1982 |
| 1983 | Eisgekühlter Bommerlunder auch bekannt als: Zamrożona wyborowa Reich & sexy • TOT 3/JKP 111                 | — | — | — | Erstveröffentlichung: 1983 (DE-Version) Erstveröffentlichung: 24. September 2010 (PL-Version)                                                       |
| 1983 | Hip Hop Bommi Bop Opel-Gang (Jubiläumsedition) • TOT 5                                                      | — | — | — | Erstveröffentlichung: 1983 |
| 1983 | Schöne Bescherung Opel-Gang (Jubiläumsedition) • TOT 6                                                      | — | — | — | Erstveröffentlichung: 1983 |
| 1984 | Kriminaltango Opel-Gang (Jubiläumsedition) • TOT 7                                                          | — | — | — | Erstveröffentlichung: 1984 feat. Kurt Raab; Original: Hazy Osterwald                                                                                |
| 1984 | Liebesspieler Unter falscher Flagge • TOT 8                                                                 | — | — | — | Erstveröffentlichung: 1984 |
| 1985 | Faust in der Tasche The Battle of the Bands • TOT 555                                                       | — | — | — | Erstveröffentlichung: 1985 |
| 1986 | Das Altbierlied Damenwahl TOT • 222                                                                         | — | — | — | Erstveröffentlichung: 6. Oktober 1986 Original: Hans Ludwig Lonsdorfer                                                                              |
| 1987 | Im Wagen vor mir DRR Never Mind The Hosen – Here’s Die Roten Rosen • ROT 7                                  | — | — | — | Erstveröffentlichung: 17. August 1987 feat. Monique Maasen; Original: Henry Valentino & Uschi                                                       |
| 1987 | Alle Mädchen wollen küssen DRR Never Mind The Hosen – Here’s Die Roten Rosen • ROT 7                        | — | — | — | Erstveröffentlichung: 9. November 1987 |
| 1987 | Itsy Bitsy Teenie Weenie Honolulu-Strand Bikini DRR Never Mind The Hosen – Here’s Die Roten Rosen • VS 1031 | — | — | — | Erstveröffentlichung: 23. November 1987 Original: Club Honolulu                                                                                     |
| 1988 | Hier kommt Alex auch bekannt als: The Return of Alex Ein kleines bißchen Horrorschau • TOT 63               | DE32 (19 Wo.)DE | — | — | Erstveröffentlichung: 3. Oktober 1988 (DE-Version) Erstveröffentlichung: 16. Juni 1994 (EN-Version)                                                 |
| 1989 | 1000 gute Gründe Ein kleines bißchen Horrorschau • TOT 65                                                   | — | — | — | Erstveröffentlichung: 23. Februar 1989 Liveversion: 13. September 2019                                                                              |
| 1990 | Alles wird gut Auf dem Kreuzzug ins Glück • TOT 11                                                          | DE15 (12 Wo.)DE | — | — | Erstveröffentlichung: 2. April 1990 |
| 1990 | Azzurro Auf dem Kreuzzug ins Glück • TOT 11                                                                 | DE23 (13 Wo.)DE | — | CH17 (6 Wo.)CH | Erstveröffentlichung: 5. Juni 1990 Original: Adriano Celentano                                                                                      |
| 1990 | All die ganzen Jahre Auf dem Kreuzzug ins Glück • TOT 11                                                    | — | — | — | Erstveröffentlichung: 3. September 1990 |
| 1991 | Carnival in Rio (Punk was) Learning English Lesson One • TOT 31                                             | DE36 (5 Wo.)DE | — | — | Erstveröffentlichung: 21. Oktober 1991 feat. Ronald Biggs                                                                                           |
| 1992 | Baby Baby Learning English Lesson One • TOT 31                                                              | — | — | — | Erstveröffentlichung: 6. Januar 1992 Original: The Vibrators                                                                                        |
| 1992 | Whole Wide World Learning English Lesson One • TOT 31                                                       | — | — | — | Erstveröffentlichung: 21. April 1992 Original: Wreckless Eric                                                                                       |
| 1992 | Sascha … ein aufrechter Deutscher Kauf mich! • TOT 41                                                       | DE4 (22 Wo.)DE | AT23 (2 Wo.)AT | CH14 (12 Wo.)CH | Erstveröffentlichung: 14. Dezember 1992 |
| 1993 | Wünsch Dir was Kauf mich! • TOT 41                                                                          | DE28 (10 Wo.)DE | — | CH26 (6 Wo.)CH | Erstveröffentlichung: 26. April 1993 |
| 1993 | Alles aus Liebe auch bekannt als: Tout pour sauver l’amour Kauf mich! • TOT 41/JKP 01                       | DE29 Gold · (13 Wo.)DE | — | CH37 (5 Wo.)CH | Erstveröffentlichung: 16. August 1993 (DE-Version) Erstveröffentlichung: 1. November 1995 (FR-Version; feat. Marina Casariego); Verkäufe: + 300.000 |
| 1994 | Sexual Love, Peace & Money • TOT 61                                                                         | — | — | — | Erstveröffentlichung: 1994 |
| 1994 | Kauf mich! Kauf mich! • TOT 41                                                                              | DE34 (8 Wo.)DE | — | — | Erstveröffentlichung: 18. Mai 1994 |
| 1995 | Nichts bleibt für die Ewigkeit Opium fürs Volk • JKP 02                                                     | DE24 (12 Wo.)DE | AT27 (5 Wo.)AT | CH22 (8 Wo.)CH | Erstveröffentlichung: 8. Dezember 1995 |
| 1996 | Paradies Opium fürs Volk • JKP 05                                                                           | DE45 (10 Wo.)DE | — | — | Erstveröffentlichung: 8. März 1996 |
| 1996 | Bonnie & Clyde Opium fürs Volk • JKP 06                                                                     | DE33 (16 Wo.)DE | — | — | Erstveröffentlichung: 24. Mai 1996 |
| 1996 | Zehn kleine Jägermeister Opium fürs Volk • JKP 07-09                                                        | DE1 Platin · (22 Wo.)DE | AT1 (14 Wo.)AT | CH1 (19 Wo.)CH | Erstveröffentlichung: 6. September 1996 Verkäufe: + 500.000                                                                                         |
| 1997 | Alles aus Liebe (Live) Im Auftrag des Herrn • JKP 13                                                        | DE20 (5 Wo.)DE | AT19 (7 Wo.)AT | — | Erstveröffentlichung: 10. Januar 1997 |
| 1998 | Pushed Again Crash-Landing • JKP 14/106/107                                                                 | DE4 (19 Wo.)DE | AT20 (12 Wo.)AT | CH10 (12 Wo.)CH | Erstveröffentlichung: 5. Januar 1998 Liverversion: 27. November 2009                                                                                |
| 1998 | Weihnachtsmann vom Dach DRR Wir warten auf’s Christkind • JKP 20/23                                         | DE39 (6 Wo.)DE | AT19 (2 Wo.)AT | — | Erstveröffentlichung: 16. November 1998 |
| 1999 | Auld Lang Syne DRR Wir warten auf’s Christkind • JKP 24/25                                                  | DE29 (5 Wo.)DE | — | — | Erstveröffentlichung: 11. Januar 1999 |
| 1999 | Schön sein Unsterblich • JKP 32-34                                                                          | DE9 (10 Wo.)DE | — | CH23 (8 Wo.)CH | Erstveröffentlichung: 25. Oktober 1999 |
| 2000 | Unsterblich Unsterblich • JKP 37-38                                                                         | DE31 (8 Wo.)DE | — | CH80 (4 Wo.)CH | Erstveröffentlichung: 21. Januar 2000 |
| 2000 | Bayern Unsterblich • JKP 39-40                                                                              | DE8 (14 Wo.)DE | — | CH18 (9 Wo.)CH | Erstveröffentlichung: 10. April 2000 |
| 2000 | Warum werde ich nicht satt? Unsterblich • JKP 41-42                                                         | DE38 (5 Wo.)DE | — | — | Erstveröffentlichung: 11. September 2000 |
| 2001 | Was zählt Auswärtsspiel • JKP 47-48                                                                         | DE16 (9 Wo.)DE | AT54 (6 Wo.)AT | CH46 (6 Wo.)CH | Erstveröffentlichung: 26. November 2001 |
| 2002 | Kein Alkohol (ist auch keine Lösung)! Auswärtsspiel • JKP 50-51                                             | DE32 (8 Wo.)DE | — | — | Erstveröffentlichung: 18. Februar 2002 |
| 2002 | Steh auf, wenn du am Boden bist Auswärtsspiel • JKP 52-53                                                   | DE27 (10 Wo.)DE | — | — | Erstveröffentlichung: 22. April 2002 |
| 2002 | Nur zu Besuch Auswärtsspiel • JKP 54                                                                        | DE17 (17 Wo.)DE | AT50 (12 Wo.)AT | — | Erstveröffentlichung: 29. Juli 2002 |
| 2002 | Frauen dieser Welt Reich & sexy II • JKP 55                                                                 | DE23 (7 Wo.)DE | AT74 (2 Wo.)AT | CH95 (1 Wo.)CH | Erstveröffentlichung: 28. Oktober 2002 Original: Funny van Dannen                                                                                   |
| 2004 | Friss oder stirb Friss oder stirb • JKP 60-61                                                               | DE6 (9 Wo.)DE | AT15 (11 Wo.)AT | CH11 (12 Wo.)CH | Erstveröffentlichung: 9. Februar 2004 |
| 2004 | Ich bin die Sehnsucht in dir Zurück zum Glück • JKP 63-64                                                   | DE5 (9 Wo.)DE | AT22 (7 Wo.)AT | CH10 (8 Wo.)CH | Erstveröffentlichung: 6. September 2004 |
| 2004 | Walkampf Zurück zum Glück • JKP 66                                                                          | DE24 (9 Wo.)DE | AT55 (7 Wo.)AT | CH46 (2 Wo.)CH | Erstveröffentlichung: 22. November 2004 |
| 2005 | Alles wird vorübergehen Zurück zum Glück • JKP 67/70                                                        | DE34 (9 Wo.)DE | AT65 (1 Wo.)AT | — | Erstveröffentlichung: 7. März 2005 |
| 2005 | Freunde Zurück zum Glück • JKP 71                                                                           | DE33 (6 Wo.)DE | — | CH42 (4 Wo.)CH | Erstveröffentlichung: 30. Mai 2005 Liveversion: 7. Juni 2024                                                                                        |
| 2005 | Hier kommt Alex (Unplugged) Nur zu Besuch – Unplugged im Wiener Burgtheater • JKP 76                        | DE46 (9 Wo.)DE | AT57 (7 Wo.)AT | CH53 (6 Wo.)CH | Erstveröffentlichung: 9. Dezember 2005 |
| 2006 | The Guns of Brixton (Unplugged) Nur zu Besuch – Unplugged im Wiener Burgtheater • JKP 80                    | DE62 (7 Wo.)DE | — | — | Erstveröffentlichung: 17. März 2006 Original: The Clash                                                                                             |
| 2008 | Strom In aller Stille • JKP 86                                                                              | DE8 (9 Wo.)DE | AT20 (7 Wo.)AT | CH28 (4 Wo.)CH | Erstveröffentlichung: 24. Oktober 2008 |
| 2009 | Alles was war In aller Stille • JKP 91-92                                                                   | DE9 (9 Wo.)DE | AT60 (1 Wo.)AT | — | Erstveröffentlichung: 27. Februar 2009 |
| 2009 | Auflösen In aller Stille • JKP 94-95                                                                        | DE38 (9 Wo.)DE | AT36 (6 Wo.)AT | — | Erstveröffentlichung: 5. Juni 2009 feat. Birgit Minichmayr                                                                                          |
| 2009 | Ertrinken In aller Stille • JKP 100-101                                                                     | DE32 (9 Wo.)DE | AT68 (1 Wo.)AT | — | Erstveröffentlichung: 18. September 2009 |
| 2010 | Der letzte Kuss (Live) Machmalauter – Live in Berlin • JKP 108-109                                          | DE39 (4 Wo.)DE | — | — | Erstveröffentlichung: 29. Januar 2010 |
| 2012 | Tage wie diese auch bekannt als: Dias como estos Ballast der Republik • JKP 117                             | DE1 ×3Dreifachplatin · (85 Wo.)DE | AT5 Platin · (60 Wo.)AT | CH4 ×2Doppelplatin · (62 Wo.)CH | Erstveröffentlichung: 23. März 2012 (DE-Version) Erstveröffentlichung: 31. August 2012 (ES-Version) Verkäufe: + 990.000                             |
| 2012 | Altes Fieber Ballast der Republik • JKP 119                                                                 | DE3 Platin · (32 Wo.)DE | AT7 (18 Wo.)AT | CH17 Gold · (22 Wo.)CH | Erstveröffentlichung: 5. Oktober 2012 Verkäufe: + 315.000                                                                                           |
| 2013 | Draußen vor der Tür Ballast der Republik • JKP 121                                                          | DE20 (11 Wo.)DE | AT36 f (3 Wo.)AT | CH29 (1 Wo.)CH | Erstveröffentlichung: 22. März 2013 |
| 2013 | Das ist der Moment Ballast der Republik • JKP 122                                                           | DE13 (9 Wo.)DE | AT41 (3 Wo.)AT | CH31 (1 Wo.)CH | Erstveröffentlichung: 9. August 2013 |
| 2017 | Unter den Wolken Laune der Natur • JKP 133                                                                  | DE2 (7 Wo.)DE | AT15 (1 Wo.)AT | CH7 (8 Wo.)CH | Erstveröffentlichung: 7. April 2017 |
| 2017 | Wannsee Laune der Natur • JKP 135                                                                           | DE28 Gold · (18 Wo.)DE | — | CH84 (1 Wo.)CH | Erstveröffentlichung: 7. Juli 2017 Verkäufe: + 200.000                                                                                              |
| 2017 | Alles passiert Laune der Natur • JKP 136                                                                    | DE32 (1 Wo.)DE | AT39 (9 Wo.)AT | — | Erstveröffentlichung: 5. November 2017 |
| 2018 | Laune der Natur Laune der Natur • JKP 137                                                                   | DE35 (1 Wo.)DE | — | — | Erstveröffentlichung: 4. Mai 2018 |
| 2019 | Feiern im Regen Alles ohne Strom • JKP 147                                                                  | DE15 (1 Wo.)DE | — | — | Erstveröffentlichung: 18. Oktober 2019 Verkäufe: + 4.000 (Vinyl, limitiert)                                                                         |
| 2020 | Kamikaze Alles ohne Strom • JKP 148                                                                         | DE16 (1 Wo.)DE | — | — | Erstveröffentlichung: 6. März 2020 Verkäufe: + 4.000 (Vinyl, limitiert)                                                                             |
| 2020 | Respectable Learning English Lesson 3: Mersey Beat! • JKP 152                                               | DE26 (1 Wo.)DE | — | — | Erstveröffentlichung: 23. Oktober 2020 Verkäufe: + 3.000 (Vinyl, limitiert)                                                                         |
| 2020 | Slow Down Learning English Lesson 3: Mersey Beat! • JKP 153                                                 | DE29 (1 Wo.)DE | — | — | Erstveröffentlichung: 6. November 2020 Verkäufe: + 3.000 (Vinyl, limitiert)                                                                         |
| 2020 | You’re No Good Learning English Lesson 3: Mersey Beat! • JKP 154                                            | DE30 (1 Wo.)DE | — | — | Erstveröffentlichung: 13. November 2020 Verkäufe: + 3.000 (Vinyl, limitiert)                                                                        |
| 2022 | Scheiß Wessis g Alles aus Liebe: 40 Jahre Die Toten Hosen • JKP 155                                         | DE6 (1 Wo.)DE | — | — | Erstveröffentlichung: 25. März 2022 Verkäufe: + 4.000 (Vinyl, limitiert)                                                                            |
| 2022 | Teufel Alles aus Liebe: 40 Jahre Die Toten Hosen • JKP 156                                                  | DE10 (1 Wo.)DE | — | — | Erstveröffentlichung: 29. April 2022 Verkäufe: + 6.000 (Vinyl, limitiert)                                                                           |
| 2022 | Alle sagen das Alles aus Liebe: 40 Jahre Die Toten Hosen • –                                                | — | — | — | Erstveröffentlichung: 9. August 2022 |
| 2024 | Más allá del bien y del mal (Live) Fiesta y ruido • –                                                       | — | — | — | Erstveröffentlichung: 3. Mai 2024 Original: Los Violadores                                                                                          |
| 2024 | Ya No Sos Igual (Live) Fiesta y ruido • –                                                                   | — | — | — | Erstveröffentlichung: 24. Mai 2024 Original: 2 Minutos                                                                                              |
| Folgende Lieder erschienen nicht als Single, wurden aber durch das Album zum Download und Streaming bereitgestellt und konnten somit eine Platzierung erlangen: | | | | | |
| | | | | | |
| 2017 | Gegenwind der Zeit – • JKP 133                                                                              | — | — | CH47 (1 Wo.)CH | Charteinstieg: 16. April 2017 B-Seite von Unter den Wolken                                                                                          |
| 2017 | Totes Meer – • JKP 133                                                                                      | — | — | CH51 (1 Wo.)CH | Charteinstieg: 16. April 2017 B-Seite von Unter den Wolken                                                                                          |

Vinylplatte zu Eisgekühlter Bommerlunder
Frontcover zu Sascha … ein aufrechter Deutscher
Single zu Wünsch dir was
Frontcover zu Warum werde ich nicht satt?
Vinylplatte zu Zamrożona wyborowa

### Als Gastmusiker
| Jahr | Titel Album • Katalog-Nr.                             | Höchstplatzierung, Gesamtwochen, AuszeichnungChartplatzierungen (Jahr, Titel, Album • Katalog-Nr., Platzierungen, Wochen, Auszeichnungen, Anmerkungen) | Höchstplatzierung, Gesamtwochen, AuszeichnungChartplatzierungen (Jahr, Titel, Album • Katalog-Nr., Platzierungen, Wochen, Auszeichnungen, Anmerkungen) | Höchstplatzierung, Gesamtwochen, AuszeichnungChartplatzierungen (Jahr, Titel, Album • Katalog-Nr., Platzierungen, Wochen, Auszeichnungen, Anmerkungen) | Anmerkungen                                                                  |
| Jahr | Titel Album • Katalog-Nr.                             | DE | AT | CH | Anmerkungen                                                                  |
| ---- | ----------------------------------------------------- | --- | --- | --- | ---------------------------------------------------------------------------- |
| 1985 | Blau, blau, blau blüht der Enzian – • TOT 188         | — | — | — | Erstveröffentlichung: 1985 Begleitband bei Der wahre Heino                   |
| 1993 | Bananaboat Vamos • Mercury 862 751-2                  | — | — | — | Erstveröffentlichung: 8. November 1993 Stephan Remmler feat. Die Toten Hosen |
| 2014 | Do They Know It’s Christmas? (Deutsche Version) – • – | DE1 (5 Wo.)DE | AT10 (3 Wo.)AT | CH21 (2 Wo.)CH | Erstveröffentlichung: 21. November 2014 als Teil von Band Aid 30 Germany     |

## Videoalben und Musikvideos

### Videoalben
| Jahr | Titel Musiklabel Katalog-Nr. (Vertrieb)                                   | Höchstplatzierung, Gesamtwochen, AuszeichnungChartplatzierungen (Jahr, Titel, Musiklabel Katalog-Nr. [Vertrieb], Platzierungen, Wochen, Auszeichnungen, Anmerkungen, Zusatzinformationen) | Höchstplatzierung, Gesamtwochen, AuszeichnungChartplatzierungen (Jahr, Titel, Musiklabel Katalog-Nr. [Vertrieb], Platzierungen, Wochen, Auszeichnungen, Anmerkungen, Zusatzinformationen) | Höchstplatzierung, Gesamtwochen, AuszeichnungChartplatzierungen (Jahr, Titel, Musiklabel Katalog-Nr. [Vertrieb], Platzierungen, Wochen, Auszeichnungen, Anmerkungen, Zusatzinformationen) | Anmerkungen                                                                     | Zusatzinformationen |
| Jahr | Titel Musiklabel Katalog-Nr. (Vertrieb)                                   | DE | AT | CH | Anmerkungen                                                                     | Zusatzinformationen |
| ---- | ------------------------------------------------------------------------- | --- | --- | --- | ------------------------------------------------------------------------------- | --- |
| 1989 | 3 Akkorde für ein Halleluja Virgin Records TOT 70 (Ariola)                | DE46 h Gold · (2 Wo.)DE | — | — | Erstveröffentlichung: 1989 Verkäufe: + 25.000                                   | VHS (1989)/DVD (2006); Regie: Trini Trimpop; Regie beim Videokommentar: Stefan Kloos                                                                        |
| 1993 | Reich & sexy Virgin Records TOT 27 (EMI)                                  | DE*DE | AT*AT | CH*CH | Erstveröffentlichung: 2. November 1993 * siehe Kompilation                      | VHS; 10 Musikclips von 1983–1993 |
| 1996 | Unterwegs im Auftrag des Herrn – Live JKP 12 (EastWest)                   | DE* GoldDE | AT*AT | CH*CH | Erstveröffentlichung: 25. Oktober 1996 Verkäufe: + 25.000; * siehe Livealbum    | VHS; Regie: Dolezal/Rossacher |
| 1999 | Wir warten auf’s Christkind – Live! DRR JKP 36 (WMG)                      | DE* PlatinDE | AT*AT | CH*CH | Erstveröffentlichung: 1999 Verkäufe: + 50.000; * siehe Studioalbum              | VHS; Regie: Sven Offen |
| 2001 | En misión del Señor – Live in Buenos Aires JKP 45 (WMG)                   | DE— PlatinDE | — | — | Erstveröffentlichung: 9. August 2001 Verkäufe: + 50.000                         | VHS |
| 2002 | Reich & sexy II – Die fetten Jahre JKP 58 (WMG)                           | DE* PlatinDE | AT*AT | CH*CH | Erstveröffentlichung: 11. November 2002 Verkäufe: + 50.000; * siehe Kompilation | DVD; 28 Musikclips von 1982–2002 |
| 2003 | Unterwegs im Auftrag des Herrn / Wir warten auf’s Christkind JKP 59 (WMG) | DE43 (3 Wo.)DE | — | — | Erstveröffentlichung: 13. Oktober 2003                                          | DVD |
| 2004 | Rock am Ring 2004 – Live JKP 62 (WMG)                                     | DE13 ×3Dreifachgold · (5 Wo.)DE | AT3 (6 Wo.)AT | CH60 (2 Wo.)CH | Erstveröffentlichung: 20. September 2004 Verkäufe: + 75.000                     | DVD; Regie: Paul Shyvers; Buch/Regie der Dokumentation: Stefan Kloos                                                                                        |
| 2005 | Friss oder stirb JKP 72 (WMG)                                             | DE34 Gold · (4 Wo.)DE | AT2 (4 Wo.)AT | CH64 (2 Wo.)CH | Erstveröffentlichung: 20. Juni 2005 Verkäufe: + 25.000                          | DVD; Regie: Stefan Kloos; 16 Folgen der MTV-Produktion |
| 2005 | Nur zu Besuch: Unplugged im Wiener Burgtheater JKP 78 (WMG)               | DE* ×2DoppelplatinDE | AT3 Gold · (11 Wo.)AT | CH* GoldCH | Erstveröffentlichung: 18. November 2005 Verkäufe: + 108.000; * siehe Livealbum  | DVD; Regie: Paul Shyvers; Buch/Regie der Dokumentation: Stefan Kloos                                                                                        |
| 2005 | Heimspiel! – Live in Düsseldorf JKP 79 (WMG)                              | DE23 ×3Dreifachgold · (6 Wo.)DE | AT6 (4 Wo.)AT | CH80 (2 Wo.)CH | Erstveröffentlichung: 9. Dezember 2005 Verkäufe: + 75.000                       | DVD; Regie: Paul Shyvers; Buch/Regie der Dokumentation: Anja Dziersk & Stefan Kloos; Abschlusskonzert der Friss oder stirb Tour in der LTU-Arena            |
| 2008 | Hals + Beinbruch – Live bei Rock am Ring 2008 JKP 89 (WMG)                | DE46 Gold · (6 Wo.)DE | AT4 (5 Wo.)AT | CH3 (2 Wo.)CH | Erstveröffentlichung: 28. November 2008 Verkäufe: + 25.000                      | DVD; Regie: Paul Shyvers, Regie der Dokumentation: Hella Wenders                                                                                            |
| 2009 | Machmalauter – Live in Berlin JKP 104 (WMG)                               | DE* PlatinDE | AT3 (4 Wo.)AT | CH5 (2 Wo.)CH | Erstveröffentlichung: 27. November 2009 Verkäufe: + 50.000; * siehe Livealbum   | Blu-ray/DVD; Regie: Paul Shyvers |
| 2012 | Noches como estas – Live in Buenos Aires JKP 120 (WMG)                    | DE16 Gold · (6 Wo.)DE | AT3 (3 Wo.)AT | CH3 (5 Wo.)CH | Erstveröffentlichung: 7. Dezember 2012 Verkäufe: + 25.000                       | Blu-ray/DVD; Regie: Paul Shyvers; enthält weiteren Datenträger mit dem Film Betrunken im Dienst, der 2012 während der Wohnzimmerkonzerte aufgenommen wurde. |
| 2014 | Der Krach der Republik – Das Tourfinale JKP 124 (WMG)                     | DE* ×3DreifachgoldDE | AT1 (4 Wo.)AT | CH1 (12 Wo.)CH | Erstveröffentlichung: 4. April 2014 Verkäufe: + 75.000; * siehe Livealbum       | Blu-ray/DVD; Regie: Paul Dugdale; Zusammenschnitt der Abschlusskonzerte der Krach der Republik Tour am 11. und 12. Oktober 2013 in der Esprit Arena.        |
| 2019 | Weil Du nur einmal lebst – Die Toten Hosen auf Tour JKP 143 (WMG)         | — | AT1 (7 Wo.)AT | — | Erstveröffentlichung: 30. August 2019                                           | |
| 2019 | Alles ohne Strom JKP 146 (WMG)                                            | DE*DE | AT1 (2 Wo.)AT | CH2 (6 Wo.)CH | Erstveröffentlichung: 22. November 2019 * siehe Livealbum                       | Blu-ray/DVD; Regie: Paul Dugdale; Zusammenschnitt der Akustikkonzerte in der Düsseldorfer Tonhalle am 13. und am 14. Juli 2019.                             |

### Musikvideos
| Jahr | Titel                                           | Regie                                      |
| ---- | ----------------------------------------------- | ------------------------------------------ |
| 1982 | Reisefieber                                     | Jörg Sonntag                               |
| 1983 | Eisgekühlter Bommerlunder                       | Wolfgang Büld                              |
| 1988 | Hier kommt Alex                                 | Walter Knofel                              |
| 1989 | 1000 gute Gründe                                | Walter Knofel                              |
| 1990 | Azzurro                                         | Hanns Christian Müller                     |
| 1990 | Alles wird gut                                  | Walter Knofel                              |
| 1990 | All die ganzen Jahre                            | Walter Knofel                              |
| 1991 | Carnival in Rio (Punk Was)                      | Markus Herold                              |
| 1991 | Baby Baby                                       | Walter Knofel                              |
| 1993 | Wünsch Dir was                                  | Hans Neleman                               |
| 1993 | Alles aus Liebe                                 | Hans Neleman                               |
| 1994 | The Return of Alex                              | René Eller                                 |
| 1994 | Kauf mich!                                      | Hans Neleman                               |
| 1994 | Sexual                                          | Hans Neleman                               |
| 1995 | Nichts bleibt für die Ewigkeit                  | Hans Neleman                               |
| 1996 | Paradies                                        | Gabriele Oestreich, Martin Weisz           |
| 1996 | Bonnie & Clyde                                  | Ralf Schmerberg                            |
| 1996 | Zehn kleine Jägermeister                        | Sabine Huber, Andreas Hykade               |
| 1997 | Alles aus Liebe (Live)                          | Rudi Dolezal, Sven Offen, Hannes Rossacher |
| 1998 | Pushed Again                                    | Ralf Schmerberg                            |
| 1998 | Weihnachtsmann vom Dach                         | Ralf Schmerberg                            |
| 1999 | Auld Lang Syne                                  | Norbert Heitker, Sven Offen                |
| 1999 | You’re Dead                                     | Andy Hurst                                 |
| 1999 | Schön sein                                      | Stefan Telegdy                             |
| 2000 | Unsterblich                                     | Peter Lindbergh                            |
| 2000 | Bayern                                          | Peter Thorwarth                            |
| 2000 | Warum werde ich nicht satt?                     | Wim Wenders                                |
| 2001 | Was zählt                                       | Ralf Schmerberg                            |
| 2001 | Only One Flavour                                |                                            |
| 2002 | Kein Alkohol (ist auch keine Lösung)!           | Peter Thorwarth                            |
| 2002 | Steh auf, wenn Du am Boden bist                 | Olaf Heine                                 |
| 2002 | Nur zu Besuch                                   | Olaf Heine                                 |
| 2002 | Frauen dieser Welt                              | Olaf Heine                                 |
| 2004 | Friss oder stirb                                | Daniel Siegler                             |
| 2004 | Ich bin die Sehnsucht in dir                    | Philipp Stölzl                             |
| 2004 | Walkampf                                        | Andreas Hykade                             |
| 2005 | Alles wird vorübergehen                         | Paul Shyvers                               |
| 2005 | Freunde                                         | Sven Bollinger                             |
| 2008 | Strom                                           | Philipp Stölzl                             |
| 2009 | Alles was war                                   | Paul Shyvers                               |
| 2009 | Auflösen                                        | Wim Wenders                                |
| 2009 | Ertrinken                                       | Martin Carolus Zillmann                    |
| 2012 | Tage wie diese                                  | Joern Heitmann                             |
| 2012 | Altes Fieber                                    | Johannes Grebert                           |
| 2013 | Draußen vor der Tür                             | Johannes Grebert                           |
| 2013 | Das ist der Moment                              | Paul Ripke                                 |
| 2014 | Do They Know It’s Christmas? (Deutsche Version) | Paul Ripke                                 |
| 2017 | Unter den Wolken                                | Die Toten Hosen                            |
| 2017 | Wannsee                                         | Johannes Grebert                           |
| 2017 | Alles passiert                                  | Johannes Grebert                           |
| 2018 | Laune der Natur                                 | Antonin Pevny                              |
| 2019 | Feiern im Regen                                 | Johannes Grebert                           |
| 2020 | Kamikaze                                        | Paul Dugdale                               |
| 2021 | Respectable                                     | David Bruchmann                            |
| 2021 | Slow Down                                       | David Bruchmann                            |
| 2021 | You’re No Good                                  | David Bruchmann                            |
| 2022 | Scheiß Wessis                                   | Johannes Grebert                           |
| 2022 | Wort zum Sonntag                                | David Bruchmann                            |
| 2022 | Teufel                                          | Johannes Grebert                           |
| 2022 | Alle sagen das                                  |                                            |

## Boxsets
| Jahr | Titel Musiklabel Katalog-Nr. (Vertrieb)           | Anmerkungen                             |
| ---- | ------------------------------------------------- | --------------------------------------- |
| 1995 | Musik war ihr Hobby Virgin Records TOT 58 (EMI)   | Erstveröffentlichung: 21. Juli 1995     |
| 1998 | Ihre 5 besten Singles JKP 21 (EastWest)           | Erstveröffentlichung: 1998              |
| 2001 | Mehr davon! Die Single-Box 1995–2000 JKP 46 (WMG) | Erstveröffentlichung: 2001              |
| 2007 | 25 Jahre Die Toten Hosen JKP 69 (WMG)             | Erstveröffentlichung: 16. November 2007 |

Frontcover zu Musik war ihr Hobby

## Promoveröffentlichungen

### Promo-EPs
| Jahr | Titel Musiklabel Katalog-Nr. (Vertrieb) | Anmerkungen                                            |
| ---- | --------------------------------------- | ------------------------------------------------------ |
| 1998 | Soul Therapy JKP 15 (EastWest)          | Erstveröffentlichung: 1998                             |
| 2002 | Helau JKP 04 (JKP)                      | Erstveröffentlichung: 23. Dezember 2002 Label-Geschenk |

Sägezahn-CD zu If the Kids Are United

### Promo-Singles
| Jahr | Titel Album • Katalog-Nr.                                                                                    | Anmerkungen                                                       |
| ---- | --- | ----------------------------------------------------------------- |
| 1987 | Liebeslied (Live) Bis zum bitteren Ende • –                                                                  | Erstveröffentlichung: 1987                                        |
| 1992 | We Love You / Mehr davon Whole Wide World / Auf dem Kreuzzug ins Glück • –                                   | Erstveröffentlichung: 1992 Verkäufe: 700 (Limitierte Tour-Single) |
| 1994 | All for the Sake of Love Love, Peace & Money • –                                                             | Erstveröffentlichung: 1994                                        |
| 1999 | You’re Dead You Are Dead (O.S.T.) • JKP 29/31                                                                | Erstveröffentlichung: 1999                                        |
| 2008 | Du lässt Dich geh’n DRR – • JKP 90                                                                           | Erstveröffentlichung: 2008 Original: Charles Aznavour             |
| 2019 | Du lebst nur einmal (Live) Zuhause Live: Das Laune der Natour-Finale • –                                     | Erstveröffentlichung: 6. März 2019                                |
| 2019 | Frühstückskorn (Live) Auf der Suche nach der Schnapsinsel – Live im SO36 • –                                 | Erstveröffentlichung: 22. März 2019                               |
| 2019 | Ohne dich (Ohne Strom) Alles ohne Strom • –                                                                  | Erstveröffentlichung: 27. September 2019 Original: Rammstein      |
| 2022 | Wort zum Sonntag (“70 ist die neue 60, Ihr Lutscher!”-Version) Alles aus Liebe: 40 Jahre Die Toten Hosen • – | Erstveröffentlichung: 10. April 2022                              |

### Split-Singles
| Jahr | Titel Album • Katalog-Nr.                                                         | Anmerkungen                                                                                   |
| ---- | --------------------------------------------------------------------------------- | --------------------------------------------------------------------------------------------- |
| 1985 | If the Kids Are United / Individual Learning English Lesson One / The A Files • – | Erstveröffentlichung: 10. Februar 1998 Die Toten Hosen / Sham 69; Teil der „Saw-Blades“-Reihe |

## Sonderveröffentlichungen

### Alben
| Jahr | Titel Musiklabel Katalog-Nr. (Vertrieb)                          | Anmerkungen                                                                                             |
| ---- | ---------------------------------------------------------------- | --- |
| 2019 | Auf der Suche nach der Schnapsinsel – Live im SO36 JKP 140 (WMG) | Erstveröffentlichung: 29. März 2019 Teil von Zuhause Live: Das Laune der Natour-Finale (Deluxe Edition) |

| Jahr | Titel Musiklabel Katalog-Nr. (Vertrieb)   | Anmerkungen                                                                                  |
| ---- | ----------------------------------------- | -------------------------------------------------------------------------------------------- |
| 2010 | Największe Przeboje JKP 111 (WMG)         | Erstveröffentlichung: 2010 Vertrieb nur auf Konzerten in Polen                               |
| 2012 | Die Geister, die wir riefen JKP 118 (WMG) | Erstveröffentlichung: 4. Mai 2012 Coveralbum; Teil von Ballast der Republik (Deluxe Edition) |
| 2017 | Learning English Lesson 2 JKP 134 (WMG)   | Erstveröffentlichung: 5. Mai 2017 Coveralbum; Teil von Laune der Natur (Deluxe Edition)      |

| Jahr | Titel Musiklabel Katalog-Nr. (Vertrieb)                    | Anmerkungen                                                                                                |
| ---- | ---------------------------------------------------------- | --- |
| 1989 | Amiga Quartett Amiga (Amiga)                               | Erstveröffentlichung: 1989 Veröffentlichung nur in der DDR; Teil der „Amiga-Quartett“-Reihe                |
| 1992 | The Nightmare Continues Virgin Records TOT 31 (BMG Ariola) | Erstveröffentlichung: 6. April 1992 Teilauszug aus Learning English Lesson One als limitierte 12″-Vinyl-EP |

Frontcover zu The Nightmare Continues

Mit Beginn der Machmalauter Tour ließ die Band viele im Rahmen der Tour gegebene Konzerte live aufzeichnen und in Form von MP3-Dateien auf USB-Sticks kopieren. Die Datenträger konnten direkt im Anschluss an das jeweilige Konzert an Merchandise-Ständen erworben werden und kamen als sogenannte „Concert Sticks“ auf den Markt. Die Konzerte können zudem aus dem Internet heruntergeladen werden.
| Jahr | Stadt Veranstaltungsort                    | Anmerkungen                              |
| ---- | ------------------------------------------ | ---------------------------------------- |
| 2008 | Mannheim SAP-Arena                         | Erstveröffentlichung: 21. September 2008 |
| 2008 | Chemnitz Chemnitz Arena                    | Erstveröffentlichung: 22. November 2008  |
| 2008 | Hamburg Color Line Arena                   | Erstveröffentlichung: 26. November 2008  |
| 2008 | Leipzig Arena Leipzig                      | Erstveröffentlichung: 27. November 2008  |
| 2008 | Leipzig Arena Leipzig                      | Erstveröffentlichung: 28. November 2008  |
| 2008 | Zürich Hallenstadion                       | Erstveröffentlichung: 1. Dezember 2008   |
| 2008 | Trier Arena Trier                          | Erstveröffentlichung: 2. Dezember 2008   |
| 2008 | Stuttgart Hanns-Martin-Schleyer-Halle      | Erstveröffentlichung: 5. Dezember 2008   |
| 2008 | Dortmund Westfalenhalle 1                  | Erstveröffentlichung: 8. Dezember 2008   |
| 2008 | Dortmund Westfalenhalle 1                  | Erstveröffentlichung: 9. Dezember 2008   |
| 2008 | Wien Wiener Stadthalle                     | Erstveröffentlichung: 12. Dezember 2008  |
| 2008 | Friedrichshafen Messehalle Friedrichshafen | Erstveröffentlichung: 13. Dezember 2008  |
| 2008 | Freiburg im Breisgau Rothaus Arena         | Erstveröffentlichung: 14. Dezember 2008  |
| 2008 | Berlin O2 World                            | Erstveröffentlichung: 17. Dezember 2008  |
| 2008 | Hannover TUI Arena                         | Erstveröffentlichung: 19. Dezember 2008  |
| 2008 | Hannover TUI Arena                         | Erstveröffentlichung: 20. Dezember 2008  |
| 2008 | Bremen AWD-Dome                            | Erstveröffentlichung: 22. Dezember 2008  |
| 2008 | Erfurt Messehalle                          | Erstveröffentlichung: 23. Dezember 2008  |
| 2008 | Frankfurt am Main Festhalle                | Erstveröffentlichung: 26. Dezember 2008  |
| 2008 | München Olympiahalle                       | Erstveröffentlichung: 27. Dezember 2008  |
| 2008 | Köln Lanxess Arena                         | Erstveröffentlichung: 29. Dezember 2008  |
| 2008 | Oberhausen König-Pilsener-Arena            | Erstveröffentlichung: 30. Dezember 2008  |
| 2009 | Rostock Stadthalle                         | Erstveröffentlichung: 15. Mai 2009       |
| 2009 | Esch-sur-Alzette Rockhal                   | Erstveröffentlichung: 19. Mai 2009       |
| 2009 | Kiel Sparkassen-Arena                      | Erstveröffentlichung: 10. Juni 2009      |
| 2009 | Gräfenhainichen Ferropolis                 | Erstveröffentlichung: 20. Juni 2009      |
| 2009 | Ludwigsburg Ludwig-Jahn-Stadion            | Erstveröffentlichung: 10. Juli 2009      |
| 2009 | Losheim am See Stausee Losheim             | Erstveröffentlichung: 29. August 2009    |

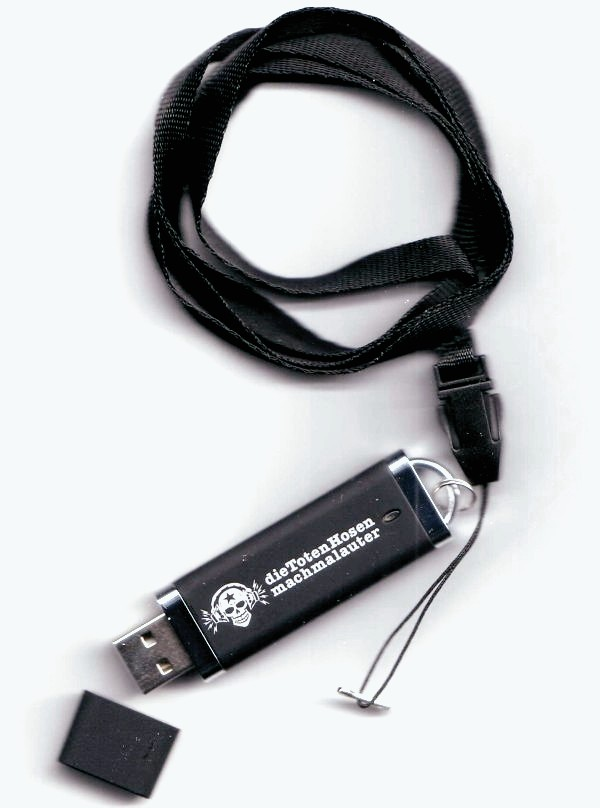
Concert Stick der Machmalauter Tour 2008

### Lieder
| Jahr | Titel Album | Anmerkungen                                                                                                  |
| ---- | --- | --- |
| 1987 | Für immer Punk Porsche, Genscher, Hallo HSV                                                                      | Erstveröffentlichung: 1987 Die Goldenen Zitronen feat. Various Artists; Original: Alphaville – Forever Young |
| 1992 | Der Yuppie Zeit Lassn                                                                                            | Erstveröffentlichung: 1992 Hanns Christian Müller feat. Die Toten Hosen                                      |
| 1993 | Bananaboat Vamos                                                                                                 | Erstveröffentlichung: 30. April 1993 Stephan Remmler feat. Die Toten Hosen                                   |
| 1994 | Da boarisch Hiasl Wo samma                                                                                       | Erstveröffentlichung: 1994 Biermösl Blosn feat. Die Toten Hosen                                              |
| 2001 | Only One Flavour Useless                                                                                         | Erstveröffentlichung: 9. April 2001 T. V. Smith feat. Die Toten Hosen                                        |
| 2006 | Verdamp lang her (Live @ Philipshalle Düsseldorf 23. Dezember 1993) Verdamp lang her – Die verdammt lange Single | Erstveröffentlichung: 2006 Wolfgang Niedecken zu Gast bei Die Toten Hosen                                    |
| 2020 | 40 Cent Verdamp lang her – Die verdammt lange Single                                                             | Erstveröffentlichung: 25. September 2020 Well-Brüder feat. Die Toten Hosen                                   |
| 2020 | E-MAM-BE-LE Verdamp lang her – Die verdammt lange Single                                                         | Erstveröffentlichung: 25. September 2020 Gerhard Polt & Well-Brüder feat. Die Toten Hosen                    |
| 2020 | Well-Brüder vor Ort Verdamp lang her – Die verdammt lange Single                                                 | Erstveröffentlichung: 25. September 2020 Well-Brüder feat. Die Toten Hosen                                   |

| Jahr | Titel Album                                                                                 | Anmerkungen                                                       |
| ---- | ------------------------------------------------------------------------------------------- | ----------------------------------------------------------------- |
| 1983 | Bis zum bitteren Ende Ein Vollrausch in Stereo – 20 schäumende Stimmungshits                | Erstveröffentlichung: 1983 als Tangobrüder                        |
| 1983 | Die Abenteuer des kleinen Haevelmann Ein Vollrausch in Stereo – 20 schäumende Stimmungshits | Erstveröffentlichung: 1983 als Tangobrüder                        |
| 1983 | Frühstückskorn Ein Vollrausch in Stereo – 20 schäumende Stimmungshits                       | Erstveröffentlichung: 1983 als Tangobrüder                        |
| 1986 | Großalarm (Live at Anti-WAAhnsinns-Festival) WAAhnsinn                                      | Erstveröffentlichung: 1986                                        |
| 1987 | Frohes Fest DRR How Much More Black Can It Be?                                              | Erstveröffentlichung: Dezember 1987                               |
| 1995 | Tout pour sauver l’amour Stop Chirac                                                        | Erstveröffentlichung: 9. Oktober 1995 feat. Marina Casariego      |
| 1999 | Ich seh die Schiffe den Fluss herunterfahren Pop 2000 – Das gibt’s nur einmal               | Erstveröffentlichung: 18. Oktober 1999 Original: Abwärts          |
| 2005 | Meine Stadt Pro Asyl – On the Run                                                           | Erstveröffentlichung: 14. Februar 2005                            |
| 2009 | (What’s so Funny ’Bout) Peace, Love and Understanding 15 Geburtstags-Lieder                 | Erstveröffentlichung: 18. Oktober 2009 Original: Brinsley Schwarz |
| 2021 | Wünsch Dir was (Live in Buenos Aires) Antilopen Geldwäsche Sampler 1                        | Erstveröffentlichung: 24. Dezember 2021                           |

| Jahr | Titel Soundtrack                          | Anmerkungen                                                                     |
| ---- | ----------------------------------------- | ------------------------------------------------------------------------------- |
| 1997 | I Am the Walrus Knockin’ on Heaven’s Door | Erstveröffentlichung: 14. Februar 1997 Original: The Beatles                    |
| 1999 | You’re Dead You Are Dead                  | Erstveröffentlichung: 1999                                                      |
| 2001 | In Control Lara Croft: Tomb Raider        | Erstveröffentlichung: 1. Juni 2001                                              |
| 2004 | Stand Up! Land of Plenty                  | Erstveröffentlichung: 27. Januar 2004 Original: Steh auf, wenn du am Boden bist |

### Videoalben
| Jahr | Titel Musiklabel Katalog-Nr. (Vertrieb)                     | Anmerkungen                                                                                                  |
| ---- | ----------------------------------------------------------- | --- |
| 1989 | Innen alles neu – Wie alles anfing JKP 87 (WMG)             | Erstveröffentlichung: 14. November 2008 Teil von In aller Stille (Limited Fan Edition)                       |
| 2009 | Auf die harte Tour – Live im SO36 JKP 103 (WMG)             | Erstveröffentlichung: 27. November 2009 Teil von Machmalauter – Live in Berlin (Deluxe Edition)              |
| 2015 | Willkommen in Deutschland – Ein Gedenkkonzert JKP 127 (WMG) | Erstveröffentlichung: 30. Oktober 2015 Teil von Entartete Musik – Willkommen in Deutschland (Deluxe Edition) |

### Videospiele
| Jahr | Titel Herausgeber                                      | Anmerkungen                                                 |
| ---- | ------------------------------------------------------ | ----------------------------------------------------------- |
| 2007 | SingStar – Die Toten Hosen Sony Computer Entertainment | Erstveröffentlichung: 29. August 2007 Medium: PlayStation 2 |

## Statistik

### Chartauswertung
Die folgenden Statistiken bieten eine Übersicht der Toten Hosen in den Album-, Single- und Musik-DVD-Charts. Es ist zu beachten, dass sich Videoalben in Deutschland auch in den Albumcharts platzieren. In der Schweiz platzierten sich diese bis 2007 ebenfalls in den Albumcharts; zwischen Januar 2008 bis Dezember 2020 gab es eigenständige Musik-DVD-Charts.
|                     | DE     | AT     | CH     |
| ------------------- | ------ | ------ | ------ |
| Nummer-eins-Alben   | DE12DE | AT4AT  | CH4CH  |
| Top-10-Alben        | DE28DE | AT19AT | CH22CH |
| Alben in den Charts | DE38DE | AT27AT | CH32CH |

|                       | DE     | AT     | CH     |
| --------------------- | ------ | ------ | ------ |
| Nummer-eins-Singles   | DE3DE  | AT1AT  | CH1CH  |
| Top-10-Singles        | DE15DE | AT4AT  | CH5CH  |
| Singles in den Charts | DE53DE | AT25AT | CH27CH |

|                          | DE    | AT     | CH    |
| ------------------------ | ----- | ------ | ----- |
| Nummer-eins-Videoalben   | DE—DE | AT3AT  | CH1CH |
| Top-10-Videoalben        | DE—DE | AT10AT | CH5CH |
| Videoalben in den Charts | DE—DE | AT10AT | CH5CH |

### Auszeichnungen für Musikverkäufe
| Platin-Schallplatte - Europa - 2002: für das Album Opium fürs Volk |

Anmerkung: Auszeichnungen in Ländern aus den Charttabellen bzw. Chartboxen sind in ebendiesen zu finden.
| Land/RegionAuszeichnungen für Musikverkäufe (Land/Region, Auszeichnungen, Verkäufe, Quellen) | Gold       | Platin       | Verkäufe    | Quellen                                                     |
| -------------------------------------------------------------------------------------------- | ---------- | ------------ | ----------- | ----------------------------------------------------------- |
| Deutschland (BVMI)                                                                           | 22× Gold22 | 42× Platin42 | 14.500.000  | musikindustrie.de                                           |
| Europa (IFPI)                                                                                | —          | Platin1      | (1.000.000) | ifpi.org (Memento vom 16. Oktober 2013 im Internet Archive) |
| Österreich (IFPI)                                                                            | 11× Gold11 | 4× Platin4   | 327.500     | ifpi.at                                                     |
| Schweiz (IFPI)                                                                               | 12× Gold12 | 4× Platin4   | 358.000     | hitparade.ch                                                |
| Insgesamt                                                                                    | 45× Gold45 | 51× Platin51 |             |                                                             |